# Réserve nationale Noatak
Pour les articles homonymes, voir Noatak.
La réserve nationale Noatak  est située en Alaska aux États-Unis dans le Borough de North Slope et dans le Borough de Northwest Arctic. Déclarée monument national le 1er décembre 1978, son statut de National preserve a été établi en 1980 par le National Park Service.
Elle a été établie pour la protection du bassin de la Noatak, qui est un des derniers cours d'eau des États-Unis qui n'a pas été modifié par l'homme. La réserve Noatak est entourée du parc national de Kobuk Valley au sud et du parc national et réserve des Gates of the Arctic à l'est.

## Faune
C'est une zone de transition pour la végétation et la faune entre les environnements arctiques et subarctiques ; la réserve comprend la zone de transition de la forêt boréale à la toundra près de la limite sud de la réserve. On y trouve des élans, des ours noirs et des grizzlis ainsi que des loups, des renards polaires, des lemmings, des mouflons de Dall et des rennes, dont le nombre total avoisine les 230 000 têtes.
Les plus gros oiseaux comprennent les bernaches du Canada, les cygnes siffleurs, les oies cendrées et les plongeons communs, les plongeons arctiques. Les oiseaux prédateurs comprennent les faucons gerfauts et aigles royaux.
La chasse y est autorisée.

## Vues

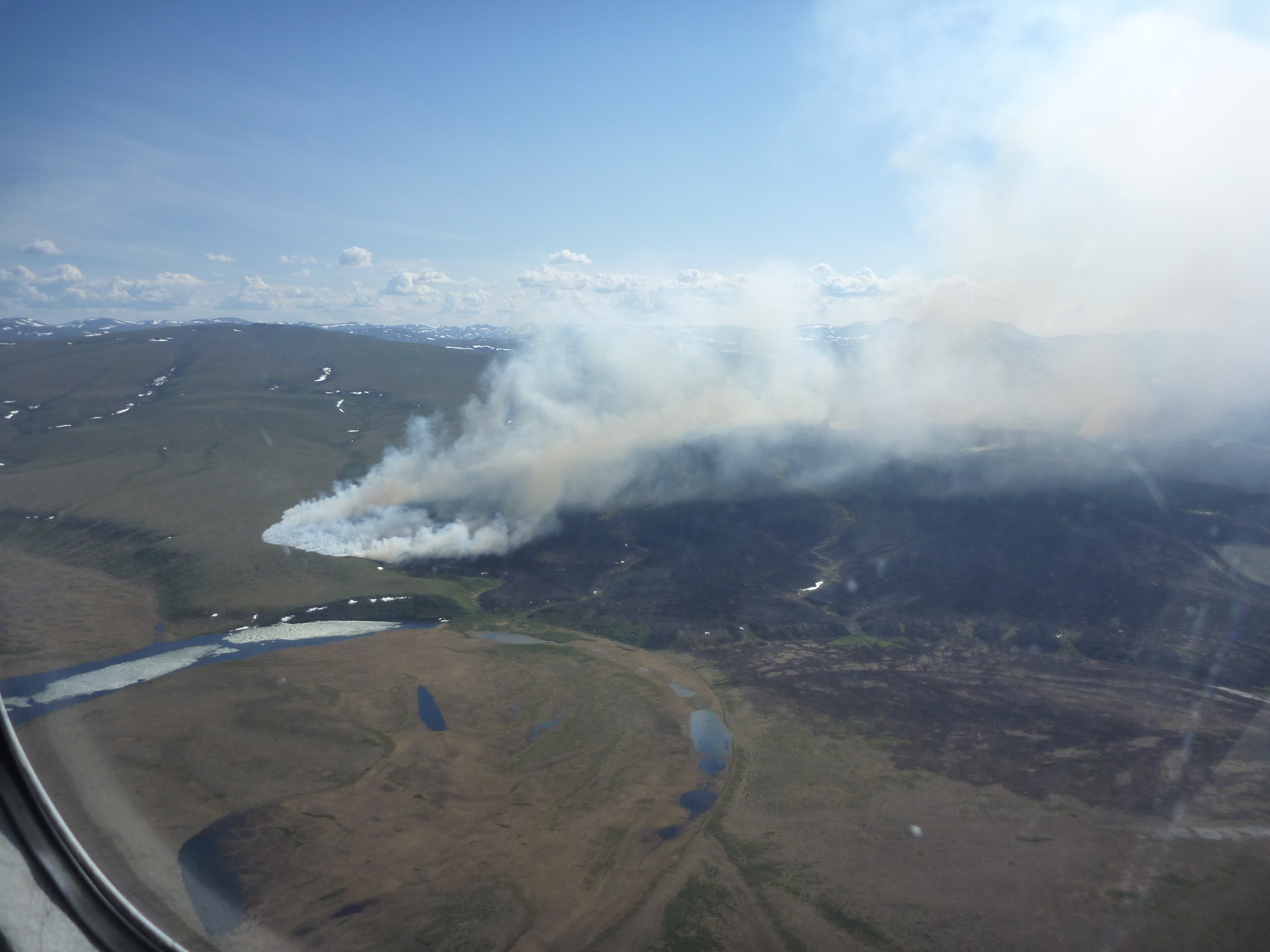
Feu sur le canyon de la Noatak
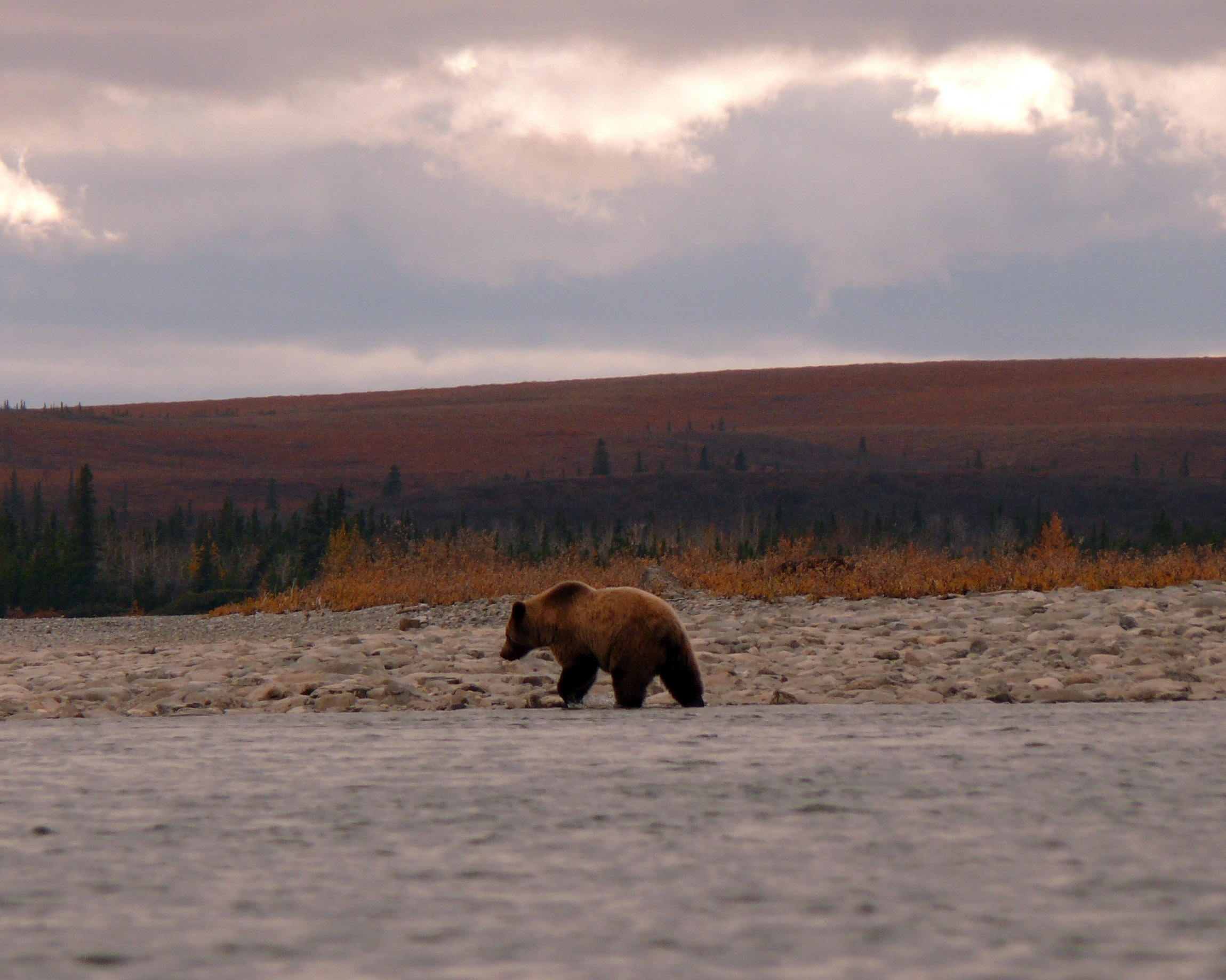
Grizzli sur la rivière Noatak
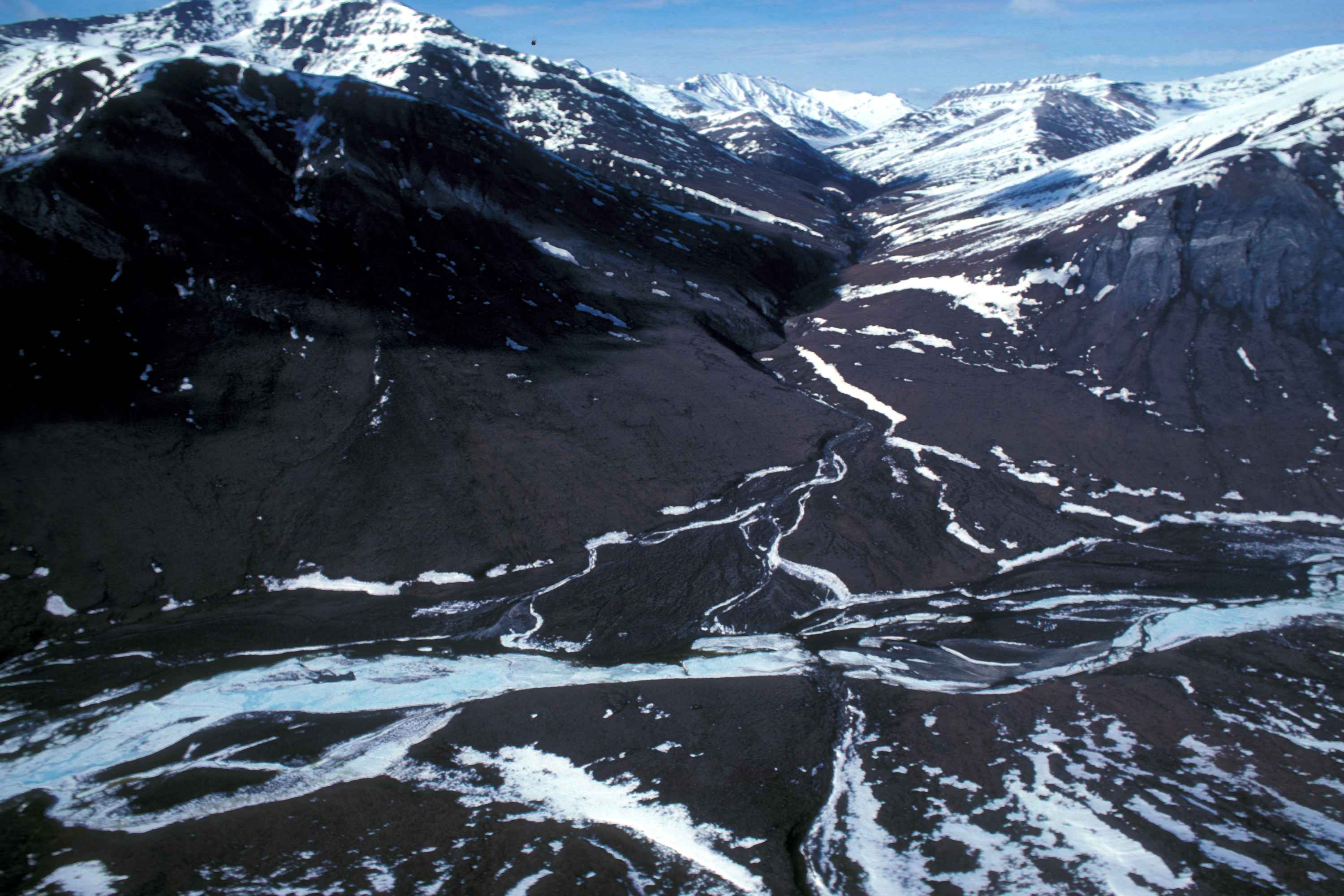
Montagnes
- Carte du parc
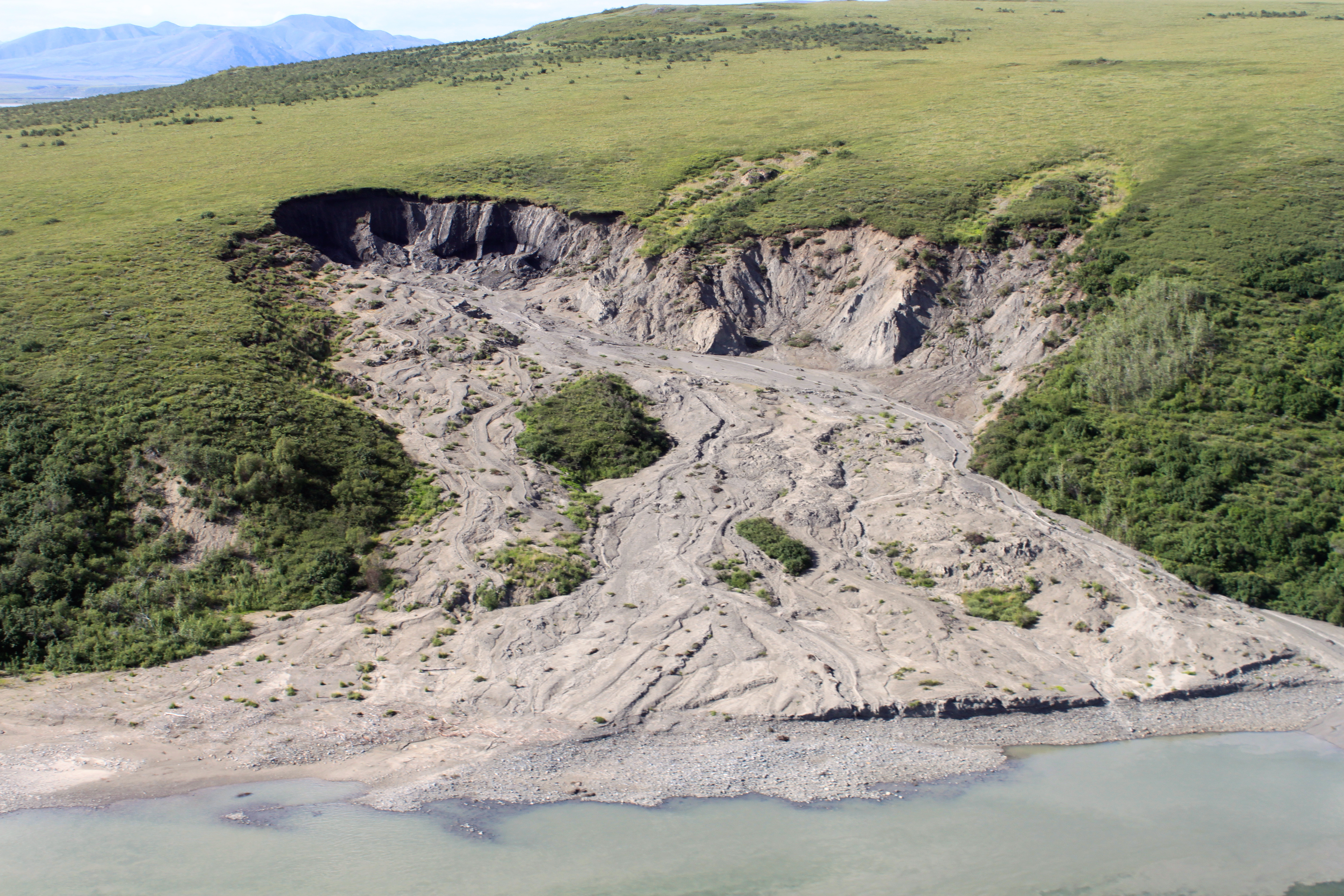
Permafrost
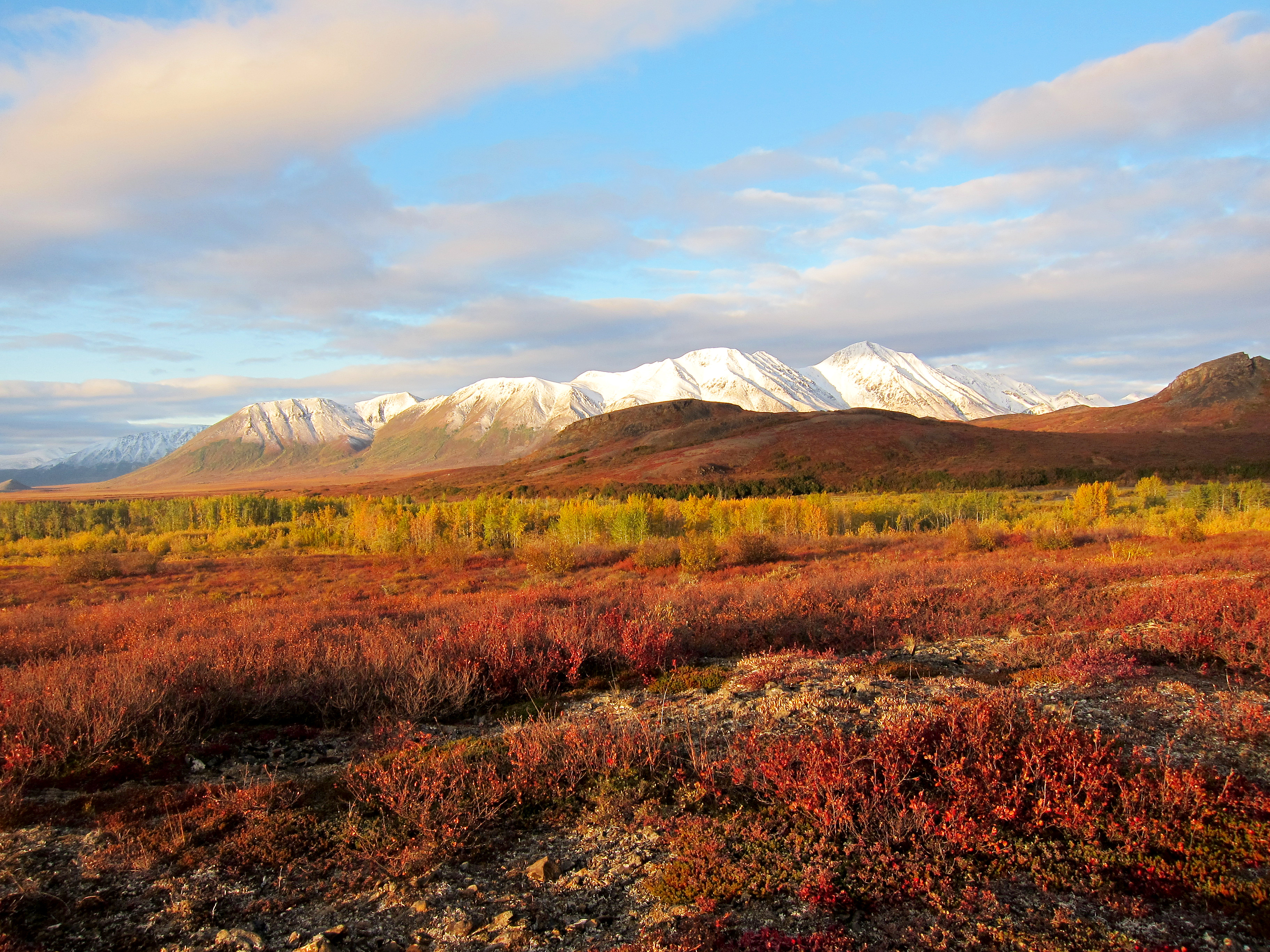
Couleurs d'automne